# Ayos (Lekié)
Ayos ist ein Dorf in Lekié in der Region Centre in Kamerun. Es liegt im Arrondissement (Kommune) Okola. 

## Geographie
Der Ort ist durch eine Erdstraße mit Monatélé (Nkolkossé) verbunden. Das nächste größere Zentrum ist Évodoula im Nordosten. Die Einwohner gehören hauptsächlich zur Ethnie der Eton.